# 비치그로브 (테네시주 트라우스데일군)
비치 그로브(Beech Grove)는 미국 테네시주 트러즈데일 카운티에 소재한 농촌 촌락형 군현급 소도시이다.

## 역사
마을 이름은 마을 근처에 너도밤나무(비치, beech)가 있어서 붙여진 이름이다.